# エンガディナー・ヌストルテ

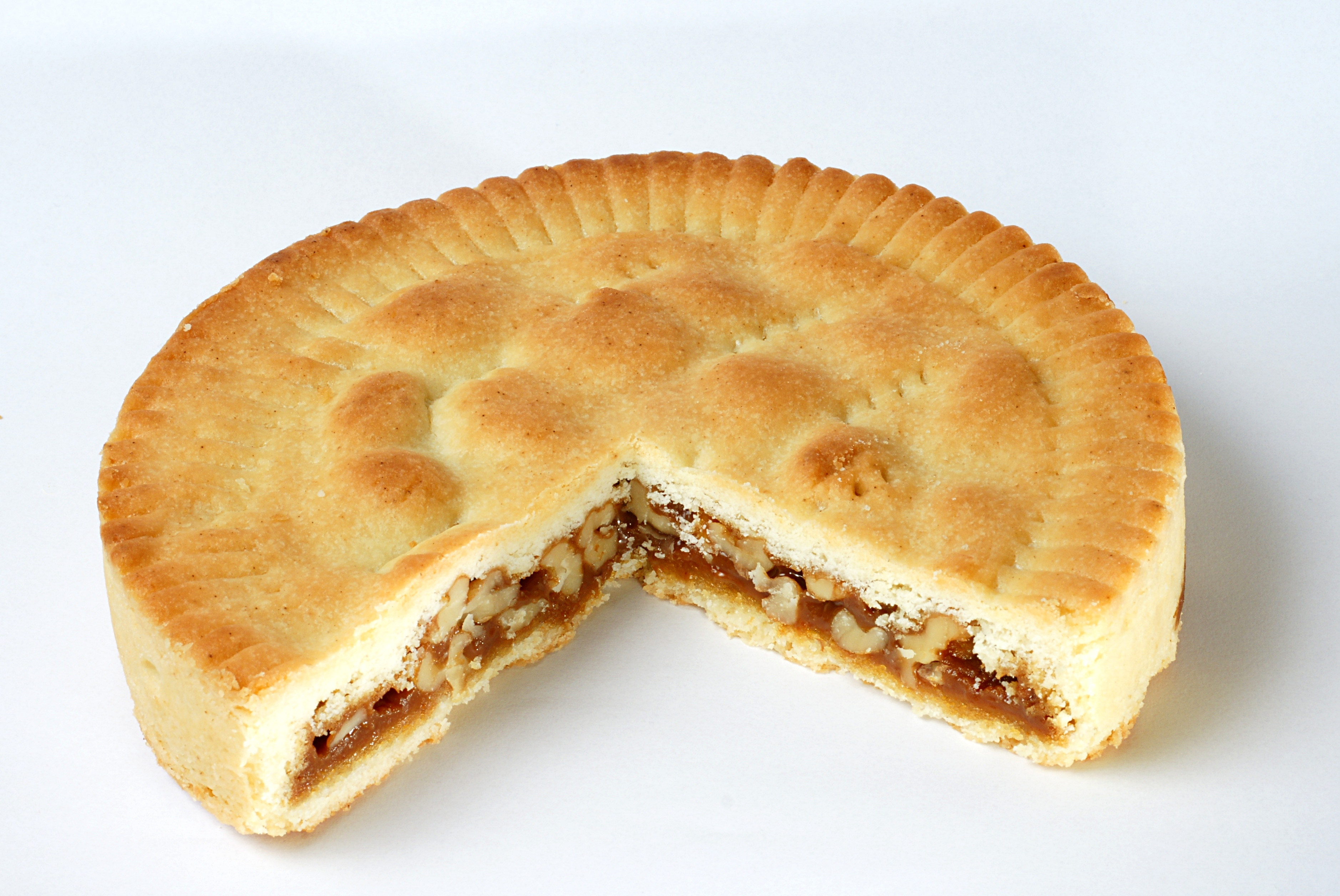
エンガディナー・ヌストルテの例

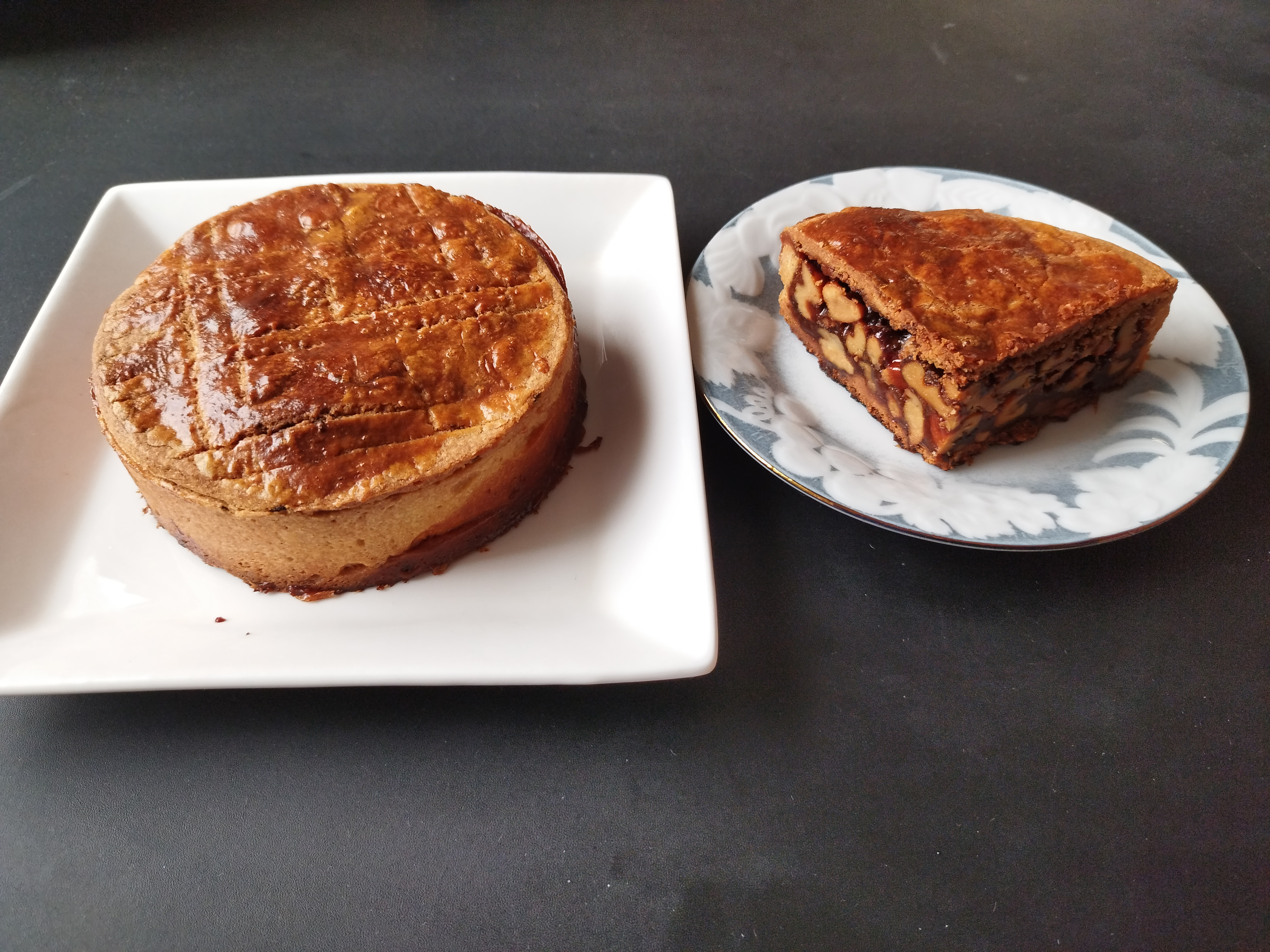
エンガディナー（ガレットドフィノワ）Tart with caramelized nuts

エンガディナー・ヌストルテ、エンガディナー・ヌッストルテ（ドイツ語: Engadiner Nusstorte）はスイス・エンガディン地方の伝統菓子。ビュンドナー・ヌストルテ（Bündner Nusstorte）や単にエンガディナーやヌストルテとも呼ばれる。

## 概要
クルミなどのヌガーを厚いビスケット生地で包んで焼き上げた菓子である。なお、ビスケット生地としたが、厳密にはミュルベタイク（ドイツ語: Mürbeteig）であり、フランス菓子のパート・ブリゼに相当する。

## 語源
「エンガディナー」は「エンガディン地方の」の意で、「ヌストルテ」は「クルミなどのナッツ類を使ったケーキ」の意である。また「ビュンドナー」はエンガディン地方が含まれる「グラウビュンデン州の」の意である。

## 発祥と歴史
グラウビュンデン州のエンガディン地方は寒冷な気候のため、クルミなどのナッツは自生していなかった。19世紀にフランスに住んでいたパン職人がグラウビュンデン州にナッツの木を持ち帰って植えてことが起源とされている。19世紀後半、南フランスやイタリアに出稼ぎに出ていたスイスの菓子職人が、出稼ぎの地でナッツをクッキー生地に練り込んで開発したことが発祥とも言われている。エンガディン地方は気候がクルミ栽培に適さず業として成立させるためクルミは長年にわたって輸入に頼っている。近年は寒さに強い品種の交配による地元産クルミの栽培努力も試みられている。
19世紀から20世紀初頭にかけては、ナッツを生地に練り込むのが主流であった。20世紀前半に出稼ぎから故郷のグラウビュンデン州のエンガーディン地方に戻った菓子職人が広めたとされる。1926年、グラウビュンデン州のパン職人がキャラメルを入れて煮詰めたクルミのフィリングを郷土菓子「ファッチャ・グラッサ」の生地で包み込む製法を開発して、現在のエンガディナー・ヌストルテが誕生したとされる。